# Aysenia cylindrica
Aysenia cylindrica là một loài nhện trong họ Anyphaenidae.
Loài này thuộc chi Aysenia. Aysenia cylindrica được M. J. Ramírez miêu tả năm 2003.